# David Funderburk
David Britton Funderburk, född 28 april 1944 i Hampton, Virginia, är en amerikansk republikansk politiker och diplomat. Han var ledamot av USA:s representanthus 1995–1997.
Funderburk studerade vid Wake Forest University och avlade 1974 doktorsexamen vid University of South Carolina. Efter att ha undervisat vid USC och två andra universitet fick han en professur vid Campbell University. Han tjänstgjorde som USA:s ambassadör i Bukarest 1981–1985.
Funderburk besegrade demokraten Richard Moore i mellanårsvalet i USA 1994. Två år senare ställde han upp för omval men besegrades av Bob Etheridge.